# Jacques Pras
Pour les articles homonymes, voir Pras.
Jacques Pras, né le 12 juin 1924 à Bréville (Charente) et mort le 19 juillet 1992 à Cognac (Charente), est un coureur cycliste français. Il est le père de l'artiste Bernard Pras.

## Biographie
Professionnel de 1948 à 1954, il remporte huit victoires. 

## Palmarès
- 1948
  - 4e étape (Nantes à La Rochelle) du Tour de France[2]

- 1949
  - 2e du Paris-Roubaix travailliste

## Autres résultats
- 1944
  - 2e de Bordeaux-Angoulême
- 1947
  - Bordeaux-Angoulême
- 1948
  - Une étape du Circuit des provinces
  - 2e de Bordeaux-Angoulême
- 1949
  - Une étape du Tour de la Haute-Vienne
  - 2e du Circuit du Cantal
- 1951
  - Une étape du Tour du Limousin
- 1959
  - Poitiers-Saumur-Poitiers